# استان تورغای
استان تورغای (به لاتین: Torgay Region) یک استان پیشین در اتحاد جماهیر شوروی سوسیالیستی است که در جمهوری شوروی سوسیالیستی قزاقستان واقع شده‌است.